# Камінь Сонця
«Камінь Сонця» (ісп. Piedra del Sol) — базальтовий монолітний диск діаметром 3,5 метра і вагою 24,5 тонни, на якому символічно зображується ацтецька космогонія і сонячний культ.
Нині зберігається в Національному музеї антропології, Мексика.
Раніше він був кольоровий. Він відображає уявлення ацтеків про далеке минуле. У центрі каменя зображений Тонатіу Ω — бог Сонця нинішньої епохи. По боках розташовані символи чотирьох попередніх епох.
Сонячний камінь мовою символів говорить нам, що кожна епоха мала свого бога, що за чотири попередніх епохи змінилися чотири людські раси, перш ніж з'явилися сучасні люди. Усі попередні культури загинули під час великих катаклізмів, і лише деякі люди залишилися живими й повідали про те, що сталося.